# Лисяче джерело
Лисяче джерело — гідрологічна пам'ятка природи місцевого значення. Об'єкт розташований на території Черкаського району Черкаської області, квартал 13 Бучацької виробничої дільниці. 
Площа — 5 га, статус отриманий у 1975 році.